# Arnold Hugh Martin Jones
Arnold Hugh Martin Jones (ur. 9 marca 1904, zm. 9 kwietnia 1970 w Salonikach) – brytyjski historyk, badacz późnego antyku i wczesnego Bizancjum. 

## Życiorys
Od 1946 roku był zatrudniony jako wykładowca historii starożytnej w University College w Londynie. W 1951 roku przeniósł się do University of Cambridge.
Za jego najbardziej znaną pracę uważana jest książka o imperium rzymskim w okresie 284-602. Praca wydana w 1964 zapoczątkowała wiele dyskusji nad tematem schyłkowego antyku. Zmarł nagle na atak serca, w drodze na wykłady w Salonikach.

## Wybrane prace
- The Cities of the Eastern Roman Provinces, 1937.
- The Herods of Judaea, 1938.
- The Greek City from Alexander to Justinian, 1940.
- Ancient Economic History, 1948.
- Constantine and the Conversion of Europe, 1948.
- Athenian Democracy, 1957.
- Studies in Roman Government and Law, 1960.
- The Later Roman Empire, 284–602: A Social, Economic and Administrative Survey, 1964.
- Sparta, 1967.
- The Decline of the Ancient World, 1968.
- Augustus, 1970.
- (współautor) Prosopography of the Later Roman Empire, t. 1 (1971).